# Urospora schneideri
Urospora schneideri is een soort in de taxonomische indeling van de Myzozoa, een stam van microscopische parasitaire dieren. Het organisme komt uit het geslacht Urospora en behoort tot de familie Urosporidae. Urospora schneideri werd in 1891 ontdekt door Mingazzini.